# Darmalarang
Darmalarang is een bestuurslaag in het regentschap Majalengka van de provincie West-Java, Indonesië. Darmalarang telt 1249 inwoners (volkstelling 2010).